# 费代里科·科尔贝塔尔多
费代里科·科尔贝塔尔多（義大利語：Federico Colbertaldo，1988年10月17日—），意大利男子游泳运动员。他曾代表意大利参加世界游泳锦标赛，获得一枚铜牌。他也曾参加2008年夏季奥林匹克运动会。